# 筑北村
筑北村（ちくほくむら）は、長野県東筑摩郡の村。

## 地理
善光寺街道の北国西街道沿いに位置し、青柳宿が設置されていたほか、間の宿として西条宿、乱橋宿が置かれていた。旧本城村・旧坂北村と旧坂井村の間は山地で直接連絡する道路がなく、旧坂井村地区は麻績村を経由しなければならない事実上の飛地である。筑北地区4村の合併協議から麻績村が途中離脱したため、このような形となった。
- 山：冠着山（姨捨山）、虚空蔵山、大沢山、四阿屋山、岩殿山
- 河川：麻績川、東条川、別所川、小仁熊川

青柳のはずれには、天正8年（1580年）に青柳伊勢守頼長が切り開いた道幅3.3m、長さ26m、高さ6m余の切通しがあり、『善光寺道名所図會』にも描かれた。

### 隣接する自治体
- 松本市
- 安曇野市
- 長野市
- 千曲市
- 上田市
- 東筑摩郡：麻績村、生坂村
- 小県郡：青木村

## 歴史
- 2002年（平成14年）6月6日 - 本城村・坂北村・坂井村・麻績村が任意合併協議会を設置。
- 2003年（平成15年）10月24日 - 上記4村が法定合併協議会を設置。
- 2004年（平成16年）9月12日 - 麻績村が法定合併協議会からの離脱を表明。
- 2005年（平成17年）10月11日 - 坂井村・本城村・坂北村が合併して筑北村が発足。
- 2015年（平成27年）7月21日 - 本城庁舎を本庁として業務開始。同日、坂北総合支所が坂北支所に、坂井総合支所が坂井支所にそれぞれ変更となる[3]。

## 人口
| |                                        |  |
| 筑北村と全国の年齢別人口分布（2005年） | 筑北村の年齢・男女別人口分布（2005年） |  |
| ■紫色 ― 筑北村 ■緑色 ― 日本全国 | ■青色 ― 男性 ■赤色 ― 女性              |  |
| 筑北村（に相当する地域）の人口の推移 \| 1970年（昭和45年） \| 8,105人 \| \| \| 1975年（昭和50年） \| 7,523人 \| \| \| 1980年（昭和55年） \| 7,556人 \| \| \| 1985年（昭和60年） \| 7,420人 \| \| \| 1990年（平成2年） \| 7,111人 \| \| \| 1995年（平成7年） \| 6,570人 \| \| \| 2000年（平成12年） \| 6,049人 \| \| \| 2005年（平成17年） \| 5,702人 \| \| \| 2010年（平成22年） \| 5,172人 \| \| \| 2015年（平成27年） \| 4,730人 \| \| \| 2020年（令和2年） \| 4,149人 \| \| |                                        |  |
| 総務省統計局 国勢調査より |                                        |  |
| 1970年（昭和45年） | 8,105人                                |  |
| 1975年（昭和50年） | 7,523人                                |  |
| 1980年（昭和55年） | 7,556人                                |  |
| 1985年（昭和60年） | 7,420人                                |  |
| 1990年（平成2年） | 7,111人                                |  |
| 1995年（平成7年） | 6,570人                                |  |
| 2000年（平成12年） | 6,049人                                |  |
| 2005年（平成17年） | 5,702人                                |  |
| 2010年（平成22年） | 5,172人                                |  |
| 2015年（平成27年） | 4,730人                                |  |
| 2020年（令和2年） | 4,149人                                |  |

## 行政

### 所轄広域連合
- 松本広域連合

### 所轄警察署
- 安曇野警察署

### 所轄消防署
- 松本広域消防局麻績消防署

### 村政
村長
関森省吾 2005年 - 2009年
飯森紀元 2009年 - 2013年
関川芳男 2013年11月13日 - 2021年
太田守彦 2021年11月15日 -
村役場
- 本庁（本城庁舎、西条4195番地）
- 支所
  - 坂北支所（坂北庁舎、坂北2187番地） - 坂北地域を所管
  - 坂井支所（坂井庁舎、坂井5687番地2） - 坂井地域を所管

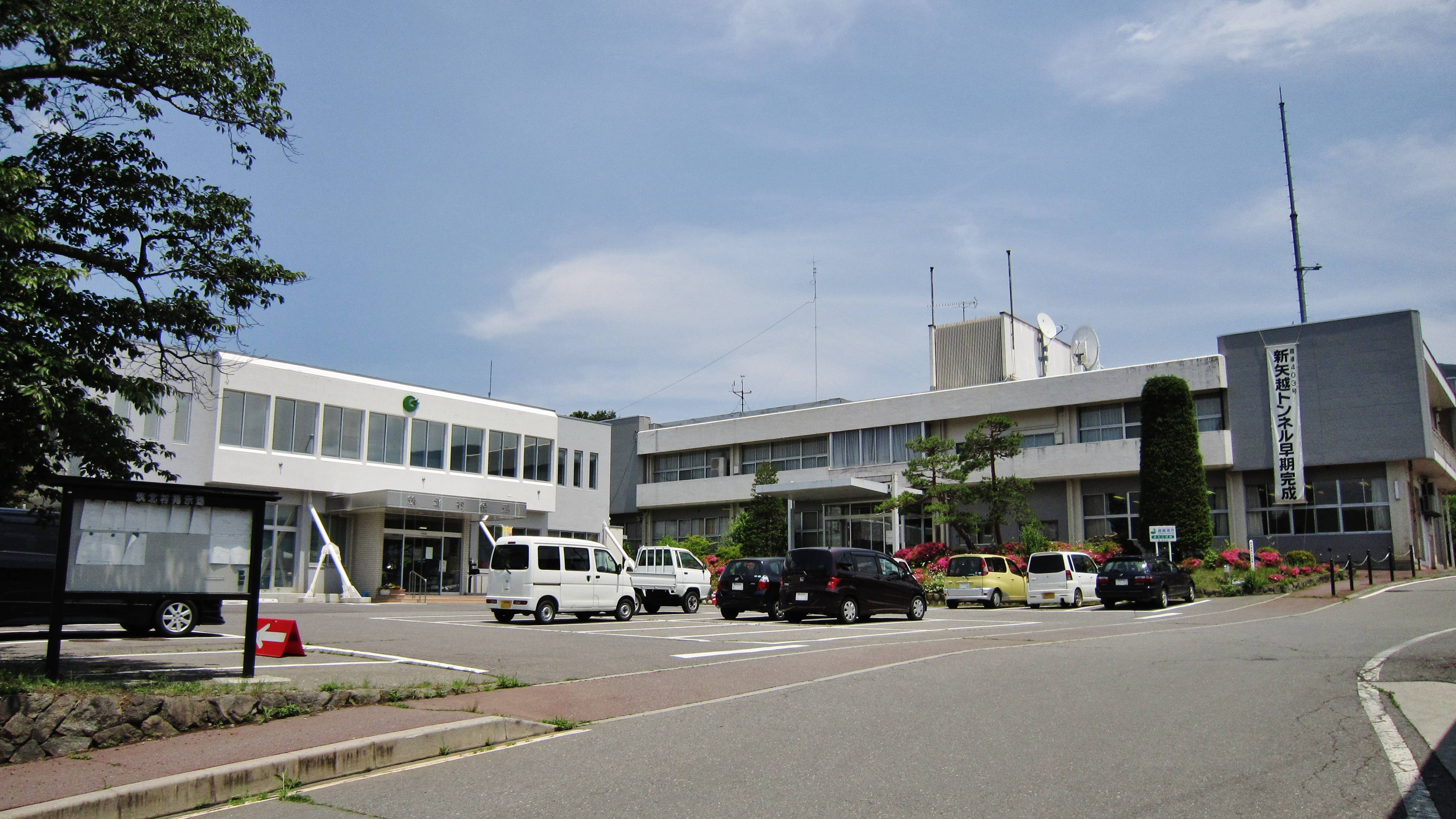
坂北支所
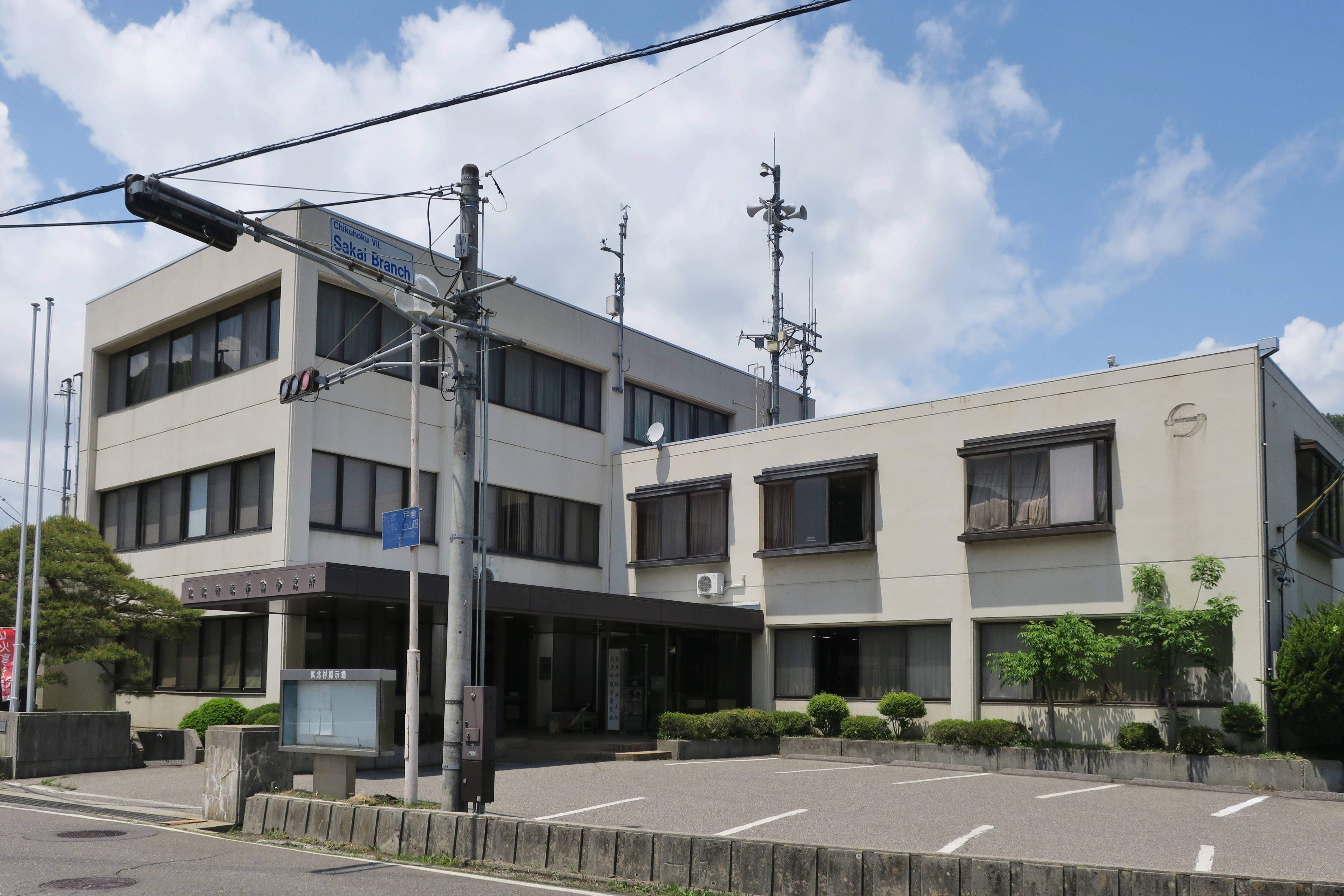
坂井支所

## 議会

### 村議会
- 議長:佐藤文男
- 定数:12人（任期 2021年11月12日まで）

### 長野県議会（松本市東筑摩郡選挙区）
- 定数：7人
- 任期：2019年（平成31年）4月30日 - 2023年（令和5年）4月29日
- 中川宏昌（公明党）、百瀬智之（無所属） 、中川博司（無所属）、本郷一彦（自由民主党）、両角友成（日本共産党）、清沢英男（自由民主党）、萩原清（自由民主党）

### 衆議院
- 選挙区：長野2区（長野市の一部、松本市、大町市、安曇野市、東筑摩郡、北安曇郡、上水内郡）
- 任期：2021年10月31日 - 2025年10月30日
- 投票日：2021年10月31日
- 当日有権者数：382,082人
- 投票率：57.04％

| 当落 | 候補者名 | 年齢 | 所属党派     | 新旧別 | 得票数    | 重複 |
| ---- | -------- | ---- | ------------ | ------ | --------- | ---- |
| 当   | 下条みつ | 65   | 立憲民主党   | 前     | 101,391票 | ○    |
| 比当 | 務台俊介 | 65   | 自由民主党   | 前     | 68,958票  | ○    |
|      | 手塚大輔 | 38   | 日本維新の会 | 新     | 43,026票  | ○    |

## 経済

### 産業
商工業　　

### 観光
フクジュソウ

### 農業
- 稲作
- 白菜
- イチゴ
- エゴマ
- 花木

## 地域

### 教育

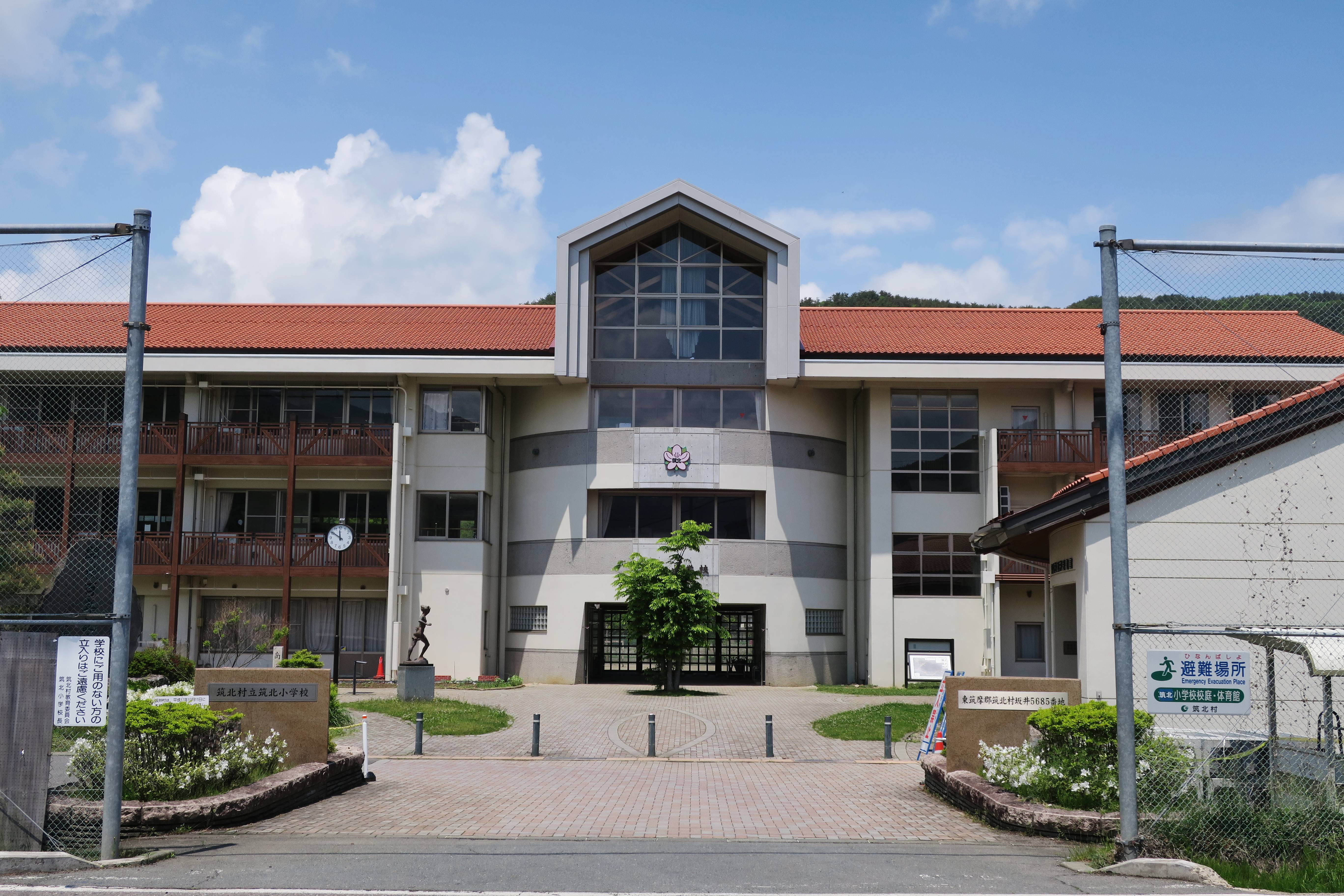
筑北小学校

2012年4月までに村内の保育園、小学校、中学校を1つに統合する案が示された。

#### 小学校
- 筑北村立筑北小学校

#### 中学校
- 筑北村立聖南中学校

#### 高等学校
- 日本ウェルネス長野高等学校

#### 社会教育
- 筑北村図書館

## 交通

### 鉄道路線
東日本旅客鉄道（JR東日本）
- 篠ノ井線：冠着駅 -（麻績村）- 坂北駅 - 西条駅

役場の最寄りの駅は西条駅である。

### バス
- 長野自動車道坂北BSから長野、松本、飯田方面へ高速バスが運行されている。
- 村内にある駅や隣村の麻績村（聖高原駅）発着を路線バス 筑北村営バスが朝と夕方から夜のみとデマンド型乗合バス筑北デマンドバス えべさーが日中のみが運行されている。村内のバス移動はデマンドバスが基本であり路線バスは運行時間帯が朝と夕方から夜に絞られていて本数が極端に少なく、日中の運行はデマンドバスのみとなる。また一部バス路線を中心にデマンドバスへの転換が行われている。

### 道路

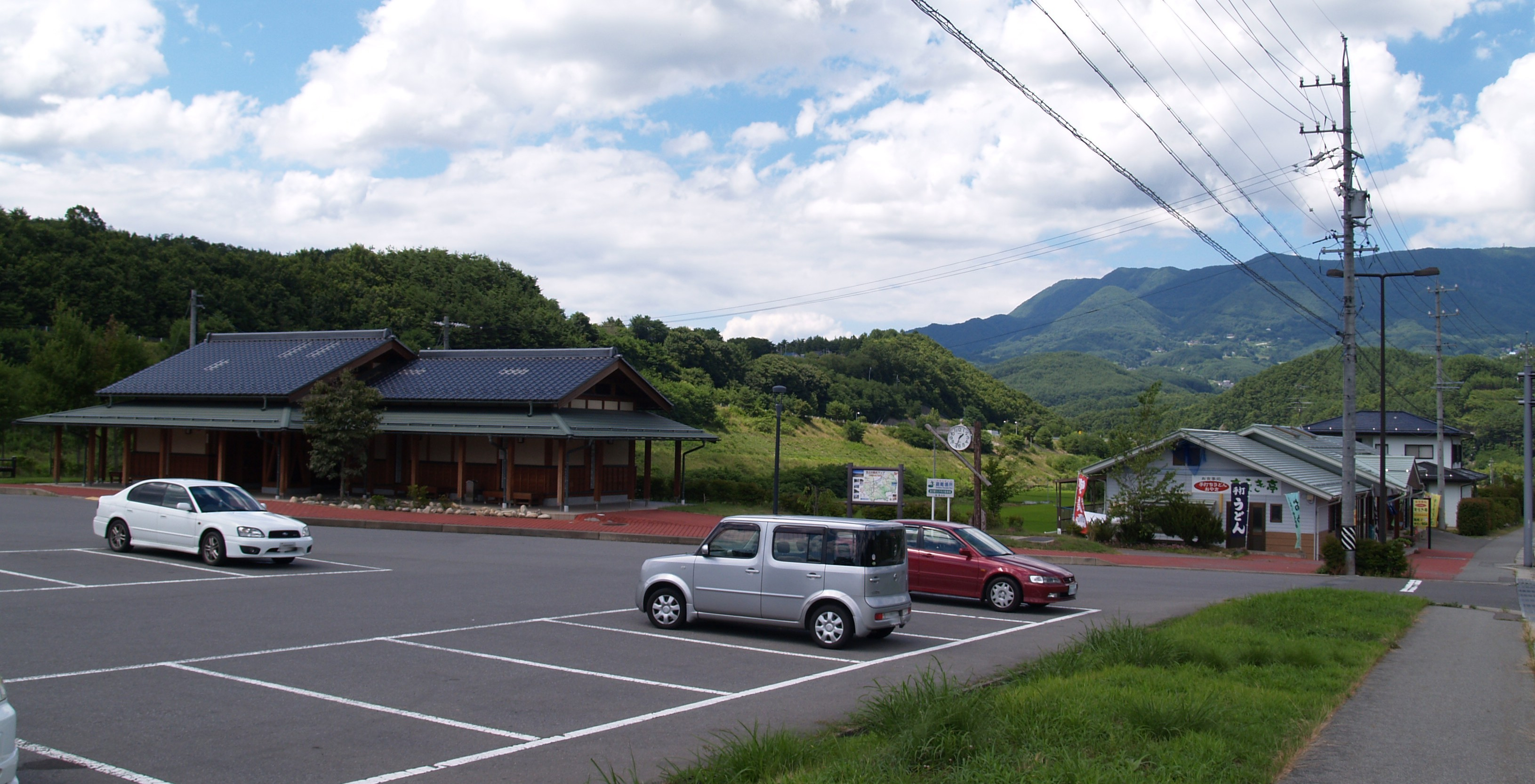
道の駅さかきた

- 村内には長野自動車道が通り、筑北スマートインターチェンジと筑北パーキングエリアがある。西条地区にあるETC専用の筑北スマートインターチェンジは2023年12月17日に供用開始された[7]。なおETCを利用しない場合は麻績村にある麻績インターチェンジの利用となる。

一般国道
- 国道143号
  - 青木峠にバイパスをつくる計画がある。
- 国道403号

道の駅
- さかきた

県道
- 長野県道12号丸子信州新線
- 長野県道55号大町麻績インター千曲線
- 長野県道273号真田新田線
- 長野県道277号河鹿沢西条停車場線

## 名所・旧跡・観光スポット・祭事・催事

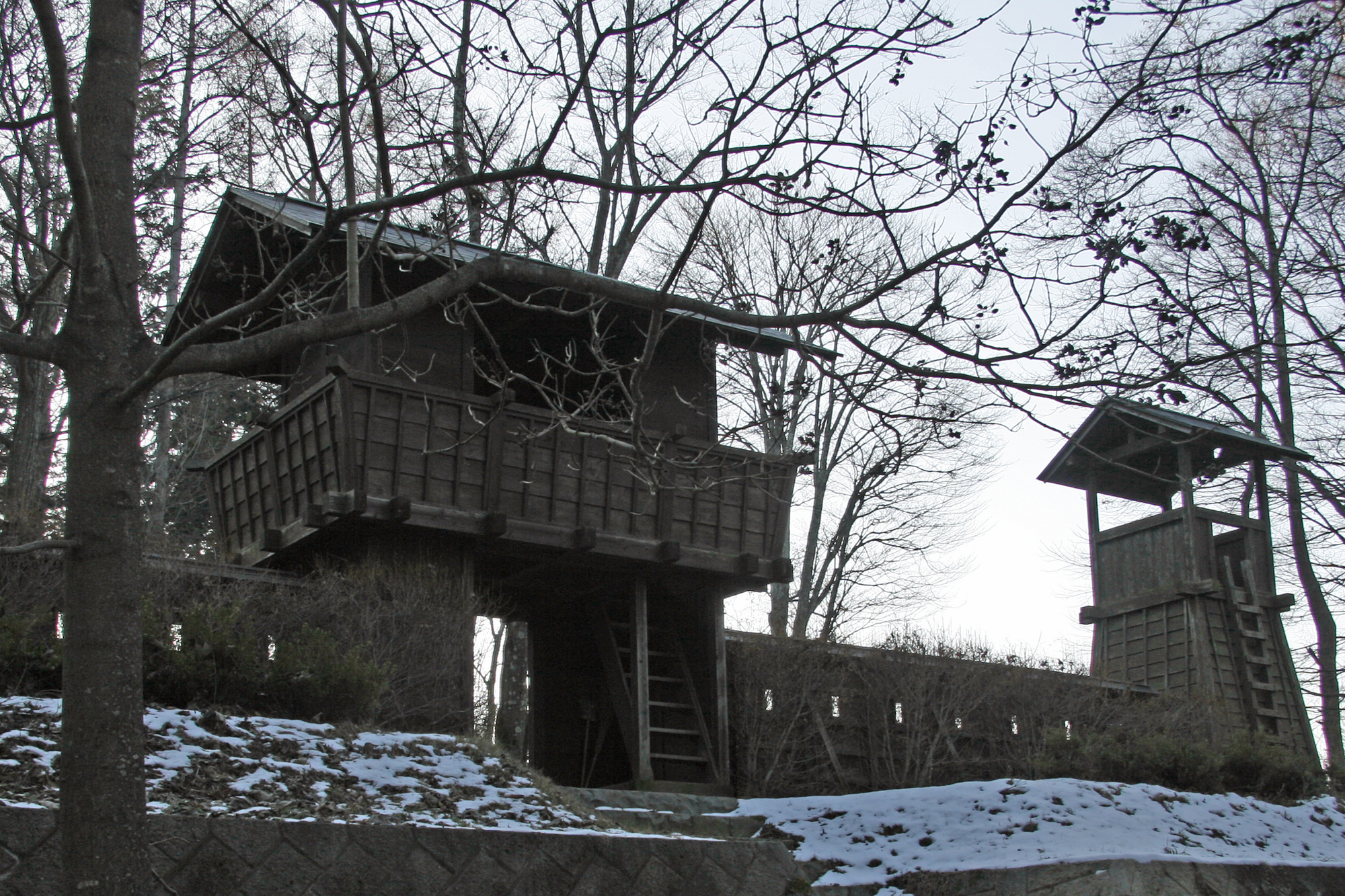
青柳城

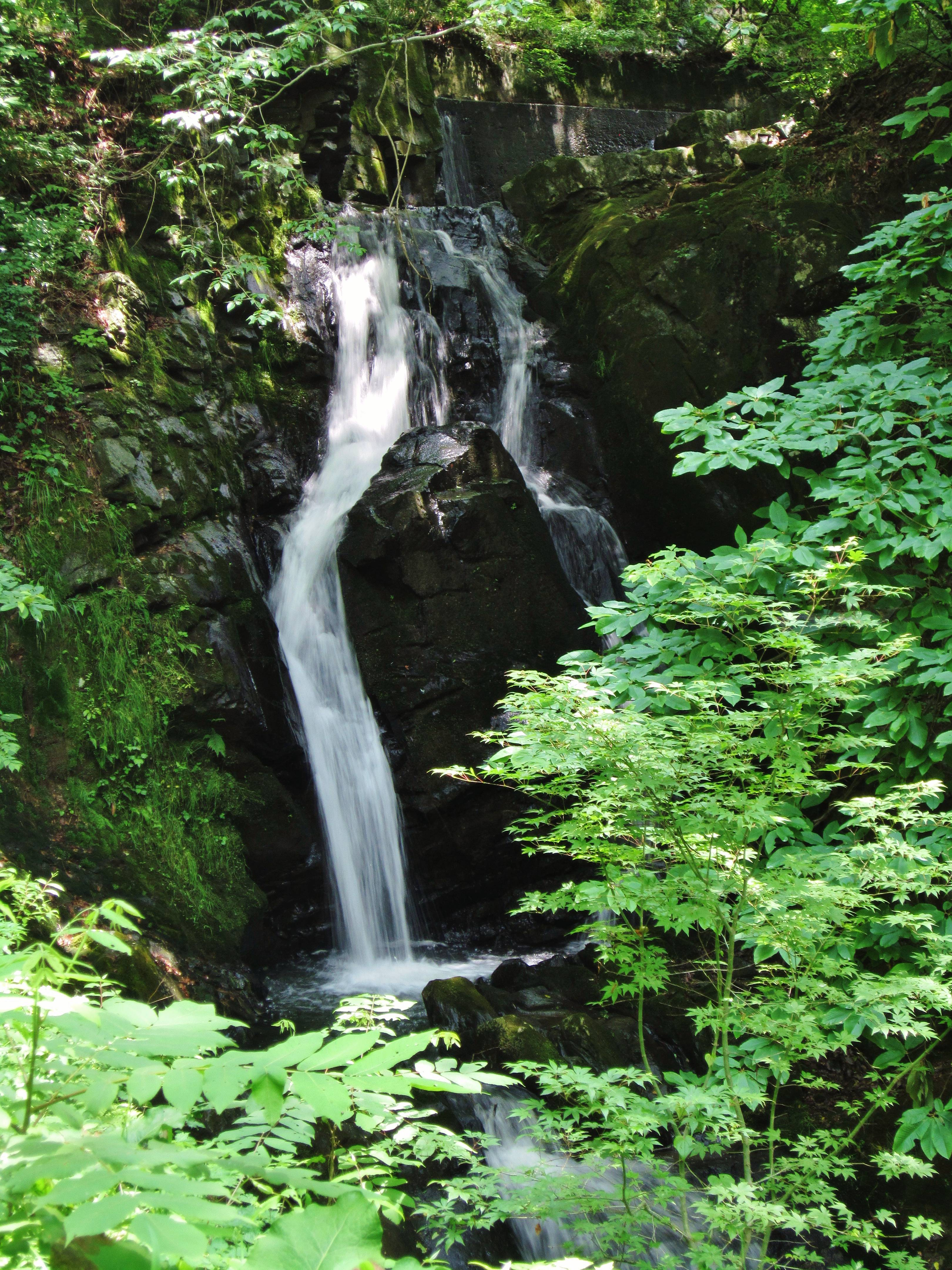
大滝

### 旧跡

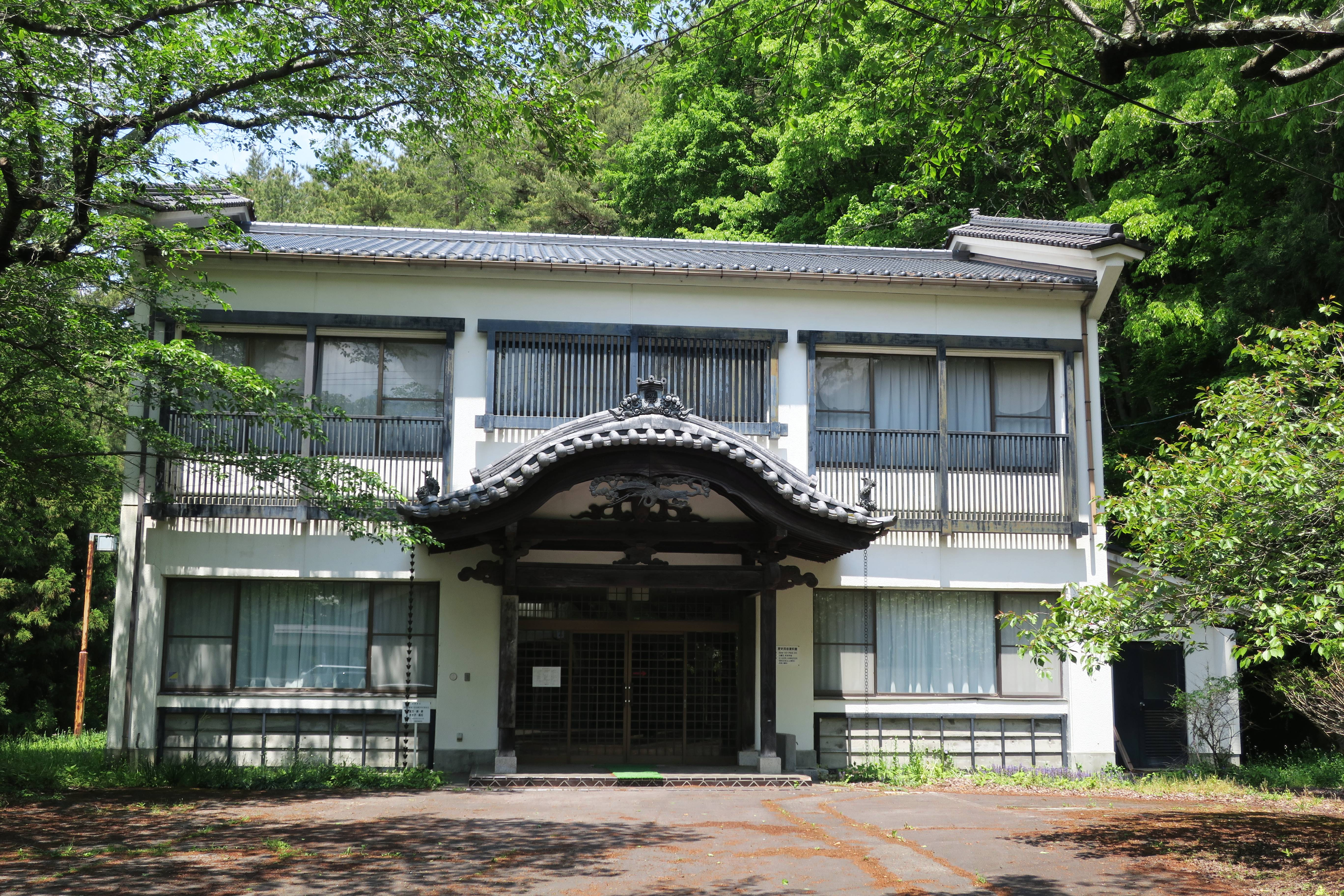
歴史民俗資料館

- 修那羅峠の石仏群
- 安坂将軍塚古墳群
- 碩水寺
- 岩殿寺（信濃三十三観音霊場15番札所）
- 岩井堂（信濃三十三観音霊場3番札所）
- 安養寺（旧定額寺、現廃寺）
- 旧国鉄篠ノ井線 旧線線路跡
- 青柳宿
- 青柳城址
- 切通し（北国西街道）

### 自然景勝地など
- 差切峡 - ドの淵、大滝八潭
- 西条温泉 とくら
- 差切峡温泉 坂北壮
- 草湯温泉 冠着荘
- 滝上峡・大滝・湯仏の滝

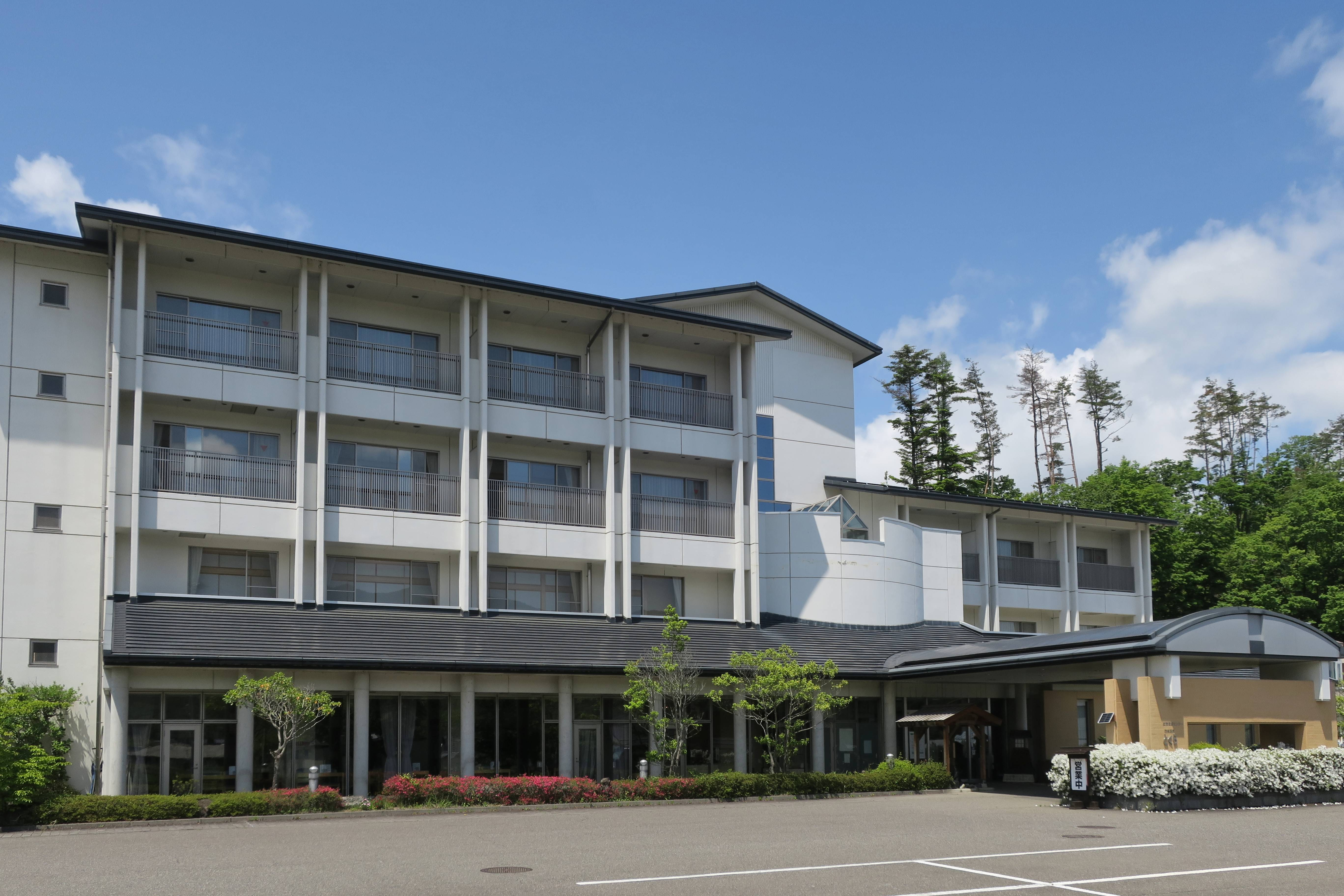
西条温泉 とくら

- 平和の礎 - 坂井地区113人の戦没者慰霊碑。1972年建立。背後の階段上の祠に戦没者の名を記した霊璽（位牌）や写真が安置されている[8]。

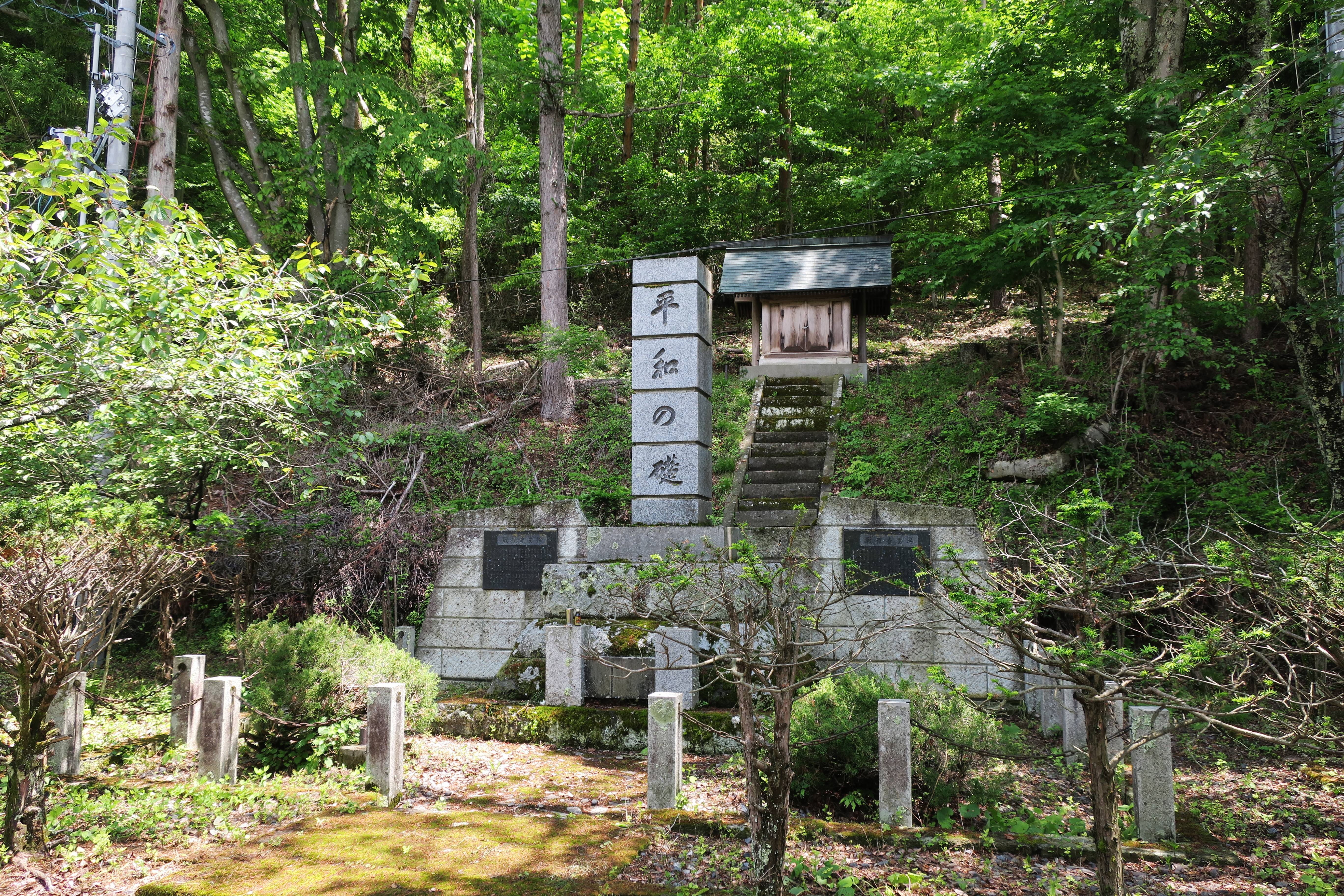
平和の礎

## 出身有名人
- 青柳盛雄 - 政治家
- 滝澤三郎 - 元国連難民高等弁務官事務所駐日代表
- 洞富雄 - 歴史学者
- 増田甲子七 - 政治家
- 宮入千洋 - 信越放送アナウンサー
- 宮坂哲文 - 教育学者
- 山本幸助 - 元通産省産業政策局長、トヨタ自動車副社長
- 横山克 - 作曲家